# Маммиллярия усатая
Маммиллярия усатая (лат. Mammillaria mystax) — кактус из рода Маммиллярия.

## Описание
Стебель шаровидный или продолговатый, тёмно-зелёный с серым налётом, может куститься. Сосочки 4-6 гранные, длиной до 1 см. На изломе стебля и сосочков выделяется млечный сок. Вершины сосочков и аксиллы опушены спутанными белыми шерстинками.
Центральных колючек 3-4, они длинные, сильно изогнуты, все около 2 см, одна, самая изогнутая, до 5 см длиной. Радиальных — 5-10, эти колючки белые с коричневатыми кончиками, волнистые, до 0,8 см длиной.
Цветки розово-красные, мелкие, расположенные в виде венка на вершине стебля. Ежегодно растения не пересаживают, только при необходимости. Они легко размножаются вегетативно, обычно «детками», которые появляются на стеблях, а также семенами. Плоды ягодообразные, созревают на 2-й год, длиной 1-3 см , красного или ярко-розового цвета. Семена мелкие, от красного до коричневого цвета.

## Распространение
Эндемик мексиканского штата Пуэбла. Растёт в сухих пустынях. Любят очень много света, практически все они не только переносят прямой солнечный свет, но и требуют его.

## Болезни и вредители
Маммилярии сильно подвержены поражению красного клеща.

## Синонимы
- Mammillaria crispiseta
- Mammillaria casoi
- Mammillaria huajuapensis
- Mammillaria mixtecensis
- Mammillaria atroflorens
- Mammillaria erythra